# Mesochorus herero
Mesochorus herero là một loài tò vò trong họ Ichneumonidae.